# Skårup
Skårup är en tätort i Svendborgs kommun i Region Syddanmark i Danmark. Tätorten har 1 842 invånare (2024). Den ligger på Fyn, cirka 6,5 kilometer nordost om Svendborg.